# Unknown (magazine)
Pour les articles homonymes, voir Unknown.

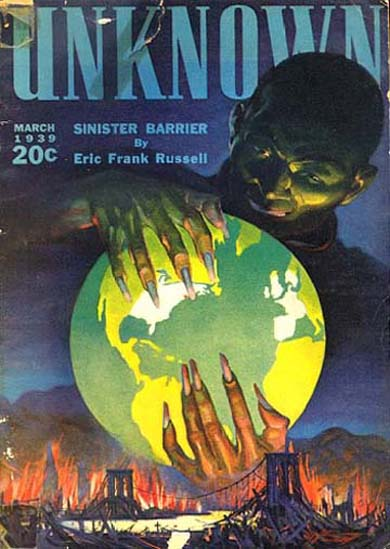
n°1 de 1939

Le magazine Unknown (ou Unknown Worlds) est un pulp de fantasy publié de 1939 à 1943.  Il est fortement lié au magazine Astounding Stories, que John W. Campbell éditait également. Plus d'un auteur et plus d'un illustrateur ont contribué aux deux magazines.
Le style et l'approche des histoires du magazine est un hybride entre la 
fantasy et la science-fiction. Les histoires commencent par des
situations inattendues, souvent cocasses, dans lesquelles une créature 
fantastique s'introduit dans un monde traditionnellement ordinaire. Par exemple, 
dans la nouvelle Nothing in the Rules (Traduit sous Rien dans le règlement) de L. Sprague de Camp, le gérant d'une équipe de natation tente de gagner une compétition en ayant recours à une sirène.
D'autres histoires utilisent la froide logique dans un monde fantastique.
La série Harold Shea part de l'hypothèse que les mondes fantastiques traditionnels, tels que la mythologie scandinave, sont basés sur des règles mathématiques.
Le magazine inclut également des histoires de science-fiction qui utilisent des 
thèmes de la fantasy. Par exemple, Darker than You Think (Traduit sous Plus noir que vous ne pensez) présuppose que les 
loups-garous existent, mais qu'ils ne sont pas surnaturels et 
tente d'expliquer les croyances habituelles sans recourir à la fantasy.

## Historique de parution
The Roaring Trumpet (L. Sprague de Camp et Fletcher Pratt)
De sa première parution jusqu'à la fin de 1940, le magazine est mensuel. De 
février 1941 jusqu'à sa fin, il est bimensuel. De février 1940 à août 1941, il 
s'intitule Unknown Fantasy Fiction, puis il devient Unknown Worlds. Le 
coût de publication des dernières parutions est diminué en éliminant l'image de 
couverture. Les restrictions de guerre sur le papier semblent responsables de sa 
fin.
Peu après sa disparition, une anthologie à couverture rigide de mêmes 
dimensions paraît sous le titre de From Unknown Worlds. 

## Contributions
- The Book of Ptath, (A. E. van Vogt) - Traduit sous Le Livre de Ptath
- The Castle of Iron, (L. Sprague de Camp et Fletcher Pratt, série Harold Shea)
- Darker Than You Think, (Jack Williamson) - Traduit sous Plus noir que vous ne pensez
- Etaoin Shrdlu, (Fredric Brown) - Traduit sous le même titre
- Fear, (L. Ron. Hubbard) - Traduit sous Au bout du cauchemar
- The Gnarly Man, (L. Sprague de Camp) - Traduit sous Un mec prehisto, et L'Homme tortu
- Lest Darkness Fall, (L. Sprague de Camp) - Traduit sous De peur que les ténèbres
- Divide And Rule, (L. Sprague de Camp)
- Magic, Inc., (Robert A. Heinlein)
- The Mathematics of Magic, (L. Sprague de Camp et Fletcher Pratt, série Harold Shea)
- The Roaring Trumpet, (L. Sprague de Camp et Fletcher Pratt, série Harold Shea)
- Sinister Barrier, (Eric Frank Russell) - Traduit sous Guerre aux invisibles
- Slaves of Sleep, (L. Ron. Hubbard)
- Snulbug, (Anthony Boucher)
- Two Sought Adventure, (Fritz Leiber) - Traduit sous Les Bijoux dans la forêt
- The Ultimate Egoist, (Theodore Sturgeon) - Traduit sous Un égocentriste abolu, et L'égoïste absolu
- It (Theodore Sturgeon) - Traduit sous Ca
- Typewriter in the Sky, (L. Ron. Hubbard)
- The Wheels of If, (L. Sprague de Camp)
- Trouble with Water (Horace Gold) - Traduit sous Régime sec
- The Ultimate Wish (E. M. Hull)

Unknown a aussi publié la première histoire de science-fiction ou de fantasy des auteurs Fritz Leiber (Two Sought Adventure, traduit sous Les bijoux dans la forêt), Theodore Sturgeon (A God in a Garden) et James H. Schmitz (Greenface).